# والریو کالانچا
والریو کالانچا (رومانیایی: Valeriu Calancea؛ زادهٔ ۱۸ نوامبر ۱۹۸۰) وزنه‌بردار اهل رومانی است.